# Ujung Teran (Salapian)
Ujung Teran is een bestuurslaag in het regentschap Langkat van de provincie Noord-Sumatra, Indonesië. Ujung Teran telt 1223 inwoners (volkstelling 2010).